# Pluie (film, 1929)
Pour les articles homonymes, voir Pluie et Pluie (film).
Pour plus de détails, voir Fiche technique et Distribution.
Pluie (Regen) est un court métrage néerlandais réalisé par Mannus Franken et Joris Ivens et sorti en 1929.
Il est sorti en France au Studio 28 et au Studio des Ursulines.

## Synopsis
Différents aspects de la ville d'Amsterdam un jour de pluie.

## Fiche technique
- Titre : Pluie
- Titre original : Regen
- Titre anglais : Rain
- Réalisateur : Mannus Franken et Joris Ivens
- Scénario : Mannus Franken et Joris Ivens
- Musique : Lou Lichtveld
- Durée : 12 minutes
- Dates de sortie :
  - 1929 (version muette)
  - 1931 (version sonorisée avec la musique de Lou Lichtveld)

## Commentaires
Le réalisateur capte certaines particularités de la ville d'Amsterdam sous la pluie, des premières gouttes dans les canaux aux gouttières et caniveaux, les parapluies des passants et les voitures et tramways les éclaboussant. Ce documentaire adopte une composition à base de touches « impressionnistes ».
La version muette a été sonorisée par Hélène Van Dongen en 1931. Une nouvelle musique a été écrite en 1940 par Hanns Eisler mais ne fut jamais utilisée.